# Лаговый оператор
Ла́говый оператор — оператор сдвига, позволяющий получить значения элементов временного ряда на основании ряда предыдущих значений.
Для временного ряда {\displaystyle X=\{X_{1},X_{2},\dots \}\,} лаговый оператор представим в виде:
{\displaystyle L^{k}X_{t}=X_{t-k}},
при этом:
- {\displaystyle L^{0}=1},
- {\displaystyle L\mu =\mu } ({\displaystyle \mu ={\text{const}}}),
- {\displaystyle L^{-1}X_{t}=X_{t+1}}.

При этом оператор {\displaystyle \Delta =1-L} создаёт конечную разность 1-го порядка: {\displaystyle \Delta X_{t}=X_{t}-X_{t-1}}.
С лаговым оператором неразрывно связано понятие лагового многочлена:
{\displaystyle \Theta (L)=\sum _{i=0}^{N}\theta _{i}L_{i}}.
Лаговые многочлены находят своё применение при записи моделей временных рядов. Например, для многочленов {\displaystyle \alpha (L)=\sum _{i=0}^{N}\alpha _{i}L_{i}} и {\displaystyle \beta (L)=\sum _{j=0}^{M}\beta _{j}L_{j}} написания моделей сводятся к следующим:
| Модель     | Запись                                                 |
| ---------- | ------------------------------------------------------ |
| AR(i)      | {\displaystyle \alpha (L)y_{t}=\epsilon _{t}}          |
| MA(j)      | {\displaystyle y_{t}=\beta (L)\epsilon _{t}}           |
| ARMA(i, j) | {\displaystyle \alpha (L)y_{t}=\beta (L)\epsilon _{t}} |

где {\displaystyle \epsilon _{t}} — белый шум.
В этом случае теорема Волда может быть представлена в виде:
{\displaystyle y_{t}=\gamma (L)\epsilon _{t}},
где:
{\displaystyle \gamma (L)={\frac {\beta (L)}{\alpha (L)}}\ =\sum _{k=0}^{\infty }\gamma _{k}L_{k}} ({\displaystyle \gamma (0)=1}).